# Pariser Linie
Die Pariser Linie ist ein altes Längenmaß, das vom 17. bis 19. Jahrhundert europaweit als Referenzeinheit verwendet wurde.

## Definition
Die „Pariser Linie“ ist vom „Pariser Fuß“ im Duodezimalsystem abgeleitet.
| Symbol | Einheit               | Länge in mm (gerundet) | teilt sich in              |
| ------ | --------------------- | ---------------------- | -------------------------- |
| 1’     | Pariser Fuß (pied)    | 324,840                | 12 Pariser Zoll (pouces)   |
| 1’’    | Pariser Zoll (pouce)  | 027,070                | 12 Pariser Linien (lignes) |
| 1’’’   | Pariser Linie (ligne) | 002,256                | 12 Skrupel (douzièmes)     |
| 1’’’’  | Skrupel (douzième)    | 000,188                |                            |

1799 wurde das Urmeter zu 443,296 Pariser Linien festgelegt. Daraus ergibt sich, dass eine Pariser Linie rund 2,2558 mm lang ist.
Im 19. Jahrhundert wurden Pariser Linie und Meter lange Zeit parallel als Referenzeinheit für lokale Längenmaße verwendet. Problematisch bei allen Umrechnungen ist der große unhandliche Primfaktor 1979, der in der Ziffernfolge 443296 auftaucht. 443296 = 25×7×1979. Bei einer Rundung von 443,296 auf 443,3 ergeben sich die Primfaktoren 11×13×31, also kein gemeinsamer Primfaktor zur ungerundeten Ziffernfolge 443296. Häufig wurde mit gerundeten Werten weitergerechnet, was zu einer Fehlerfortpflanzung führte. Daher bestehen bei vielen historischen Einheiten je nach Quelle erhebliche Abweichungen.

## Verwendung
Verwendet wurde dieses Referenzmaß in der Wissenschaft, z. B. von Newton, von Uhrmachern, Schriftsetzern, Optikern und in der historischen Metrologie.
- Ein Uhrwerk mit der Größe von 11,5 Linien hat demnach einen Durchmesser von 25,9 mm.
- In der Messtechnik wurde die Empfindlichkeit von Röhrenlibellen in Bogensekunden pro Linie angegeben.
- Ebenfalls in Linien werden traditionell die Dochtbreiten von Öl- und Petroleumlampen angegeben. Im Laufe der Zeit wurde die Maßeinheit mehr und mehr zur Klassifikation der Lampengröße schlechthin herangezogen. Eine Lampe mit einem 14-linigen Docht war eine 14-linige Lampe, zu der ein 14-liniges Zugglas und ein Tank mit 14-linigem Gewinde (Vasenring) gehörte.
- Das traditionelle Maßsystem der Typographie verwendet den als 1⁄6 Pariser Linie definierten Didot-Punkt als Maßeinheit.
- Die typographische Darstellung des Einheitszeichens kann als Dreistrich erfolgen, der Unicode ist U+2034, in HTML kann &#8244 verwendet werden. Optisch ähnlich ist die dreifache Anwendung des Apostroph.